# ルアングワ川
ルアングワ川（ルアングワがわ）はザンビア北東部とマラウイとの間にあるマフィンガ丘陵を水源としザンビア東部を南西方向に流れモザンビーク、ジンバブエ、ザンビアとの国境でザンベジ川に流れ込む。ザンビアの四大河川の1つ。例年雨季（12月〜3月）に洪水が発生する。南部アフリカで最も改変されていない川の一つである。全長約800km。
流域にある、サウス・ルアングワ国立公園、ノース・ルアングワ国立公園には豊富な野生生物が生息している。中流域のサウス・ルアングワ国立公園一帯の氾濫原には泉、湖沼、沼地、小川や森林のミオンボが多く、温泉や汽水性の冷泉もある。森林にはCordyla africana、ジャッカルベリー、イチジク、Trichilia emeticaなどの植物が生え、河川およびその周辺にはリカオン、クロサイ、ミナミベニハチクイ、シロビタイハチクイ、タイワンショウドウツバメなどが生息している。2007年にラムサール条約登録地となった。